# Fluxiderma montanum
Fluxiderma montanum är en djurart som tillhör fylumet bukhårsdjur, och som först beskrevs av Rudesacu 1968.  Fluxiderma montanum ingår i släktet Fluxiderma och familjen Chaetonotidae. Inga underarter finns listade i Catalogue of Life.